# Arcibaldo
Arcibaldo  è un nome proprio di persona italiano maschile.

## Varianti
- Maschili: Archibaldo[2][3], Arcimbaldo[2], Archimbaldo[3]
  - Ipocoristici: Baldo
- Femminili: Arcibalda[2], Archibalda[2], Arcimbalda[2]

### Varianti in altre lingue
- Catalano: Archibald[4]
- Francese: Archimbaud[5]
- Francese antico: Archimbald[1][2]
- Germanico: Arcambald[6], Arcambold[6], Ercanbald[6][7][8], Erchanbald[6][9], Archembald[6], Archenbald[7]
  - Femminili: Ercanbalda[6]
- Inglese: Archibald[5][7][8]
  - Ipocoristici: Archie[5][7][8]
- Inglese antico: Eorcanbeald[8]
- Latino: Archibaldus[3]
- Scozzese: Archibald[7]
  - Ipocoristici: Archie[7], Eàirsidh[8]
  - Femminili: Archina[8]
- Spagnolo: Archibaldo[4]
- Tedesco: Archimbald[5]

## Origine e diffusione
Deriva dal nome germanico Erchanbald, composto dagli elementi ercan ("leale", "sincero", "franco" e anche "genuino", "ingenuo" e "prezioso") e bald ("coraggio"); il significato complessivo può essere interpretato come "franco e forte". Il primo elemento è poi stato alterato dall'influenza di nomi greci che iniziano con αρχος (archos, "signore", "maestro").
In Italia giunse, tramite la forma francese antica Archimbald, portato dai Franchi e dai Burgundi. In Inghilterra venne invece introdotto dai Normanni, tra i quali era molto popolare, rimpiazzando un preesistente cognato anglosassone, Eorcanbeald. In epoca medievale guadagnò un'ottima diffusione in Scozia, paese nel quale il suo uso è sempre rimasto consistente; va notato che in scozzese Archibald può anche rappresentare un'anglicizzazione del nome Gilleasbaig, che significa "servo del vescovo".
L'ipocoristico Archie è divenuto uno slang militare inglese indicante la contraerea tedesca (nel 1915), probabilmente derivata dallo humor nero dei piloti inglesi che evadevano il fuoco nemico pensando nel frattempo alla popolare battuta da music-hall Archibald, certainly not! (Archibald, no di certo!).

## Onomastico
Si tratta di un nome adespota, ossia privo di santo patrono; l'onomastico può essere festeggiato il 1º novembre, in occasione di Ognissanti.

## Persone

### Variante Archibald

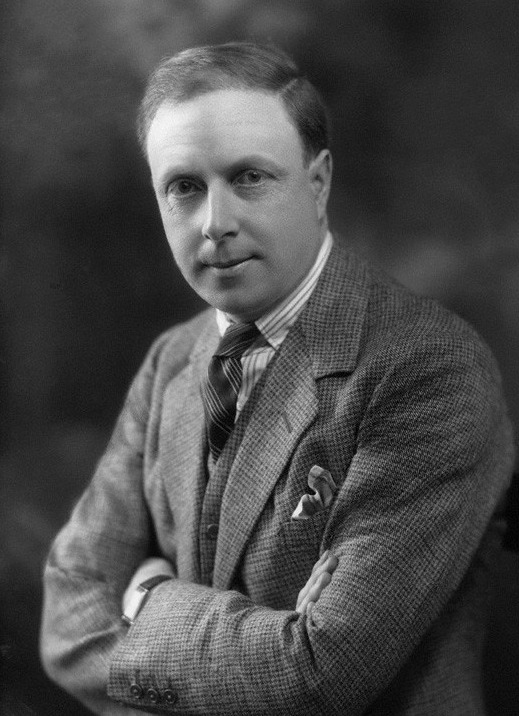
Archibald Joseph Cronin

- Archibald Campbell, I marchese di Argyll, nobile scozzese
- Archibald Campbell, VII conte di Argyll, politico e generale scozzese
- Archibald Campbell, IX conte di Argyll, politico inglese
- Archibald Joseph Cronin, scrittore e medico britannico
- Archibald Edward Garrod, medico inglese
- Archibald Vivian Hill, medico e fisiologo britannico
- Archibald MacLeish, poeta e drammaturgo statunitense
- Archibald Menzies, chirurgo e naturalista scozzese
- Archibald Mosman, imprenditore scozzese
- Archibald Philip Primrose, V conte di Rosebery, politico inglese
- Archibald Henry Sayce, archeologo britannico
- Archibald Wavell, I conte Wavell, generale e feldmaresciallo britannico

### Variante Archie

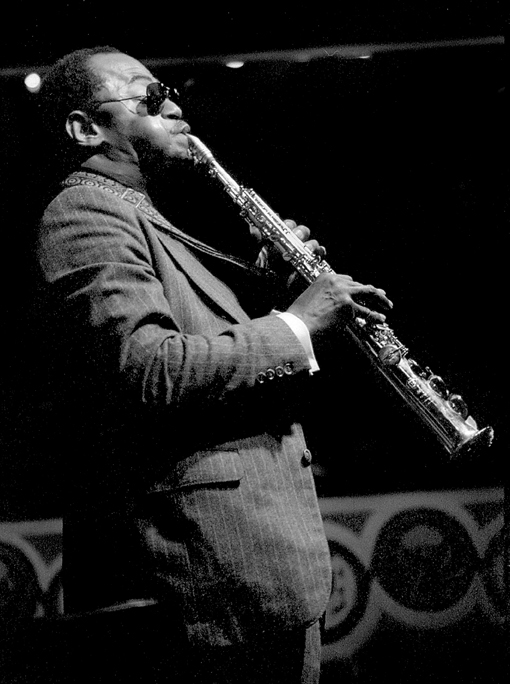
Archie Shepp

- Archie di Sussex, nobile britannico
- Archie Clark, cestista statunitense
- Archie Dees, cestista statunitense
- Archie Gemmill, calciatore e allenatore di calcio britannico
- Archie Goodwin, autore di fumetti, editore e artista statunitense
- Archie Hahn, atleta statunitense
- Archie Hunter, calciatore scozzese
- Archie Kao, attore statunitense
- Archie Mayo, regista statunitense
- Archie Moore, pugile statunitense
- Archie Scott Brown, pilota automobilistico britannico
- Archie Shepp, sassofonista statunitense
- Archie Thompson, calciatore australiano
- Archie Williams, atleta statunitense

## Il nome nelle arti
- Arcibaldo è un personaggio della serie a fumetti e cartoni animati Rat-Man, creata da Leo Ortolani.
- Arcibaldo è un personaggio della striscia di Geo McManus Arcibaldo e Petronilla, nata nel 1913.
- Archibald è un personaggio della serie animata Archibald, il koala investigatore.
- Archie è un personaggio della serie animata DuckTales.
- Arcibaldo Bunker è un personaggio della serie televisiva Arcibaldo.
- Arcibaldo Cornwell è un personaggio della serie animata Candy Candy.
- Archie Goodwin è un personaggio dei romanzi di Nero Wolfe, scritti da Rex Stout.
- Archie Morris è un personaggio della serie televisiva E.R. - Medici in prima linea.